# Webber (Kansas)
Pour les articles homonymes, voir Webber.
Webber est une ville américaine située dans le comté de Jewell, au Kansas. Selon le recensement de 2020, sa population est de 30 habitants.

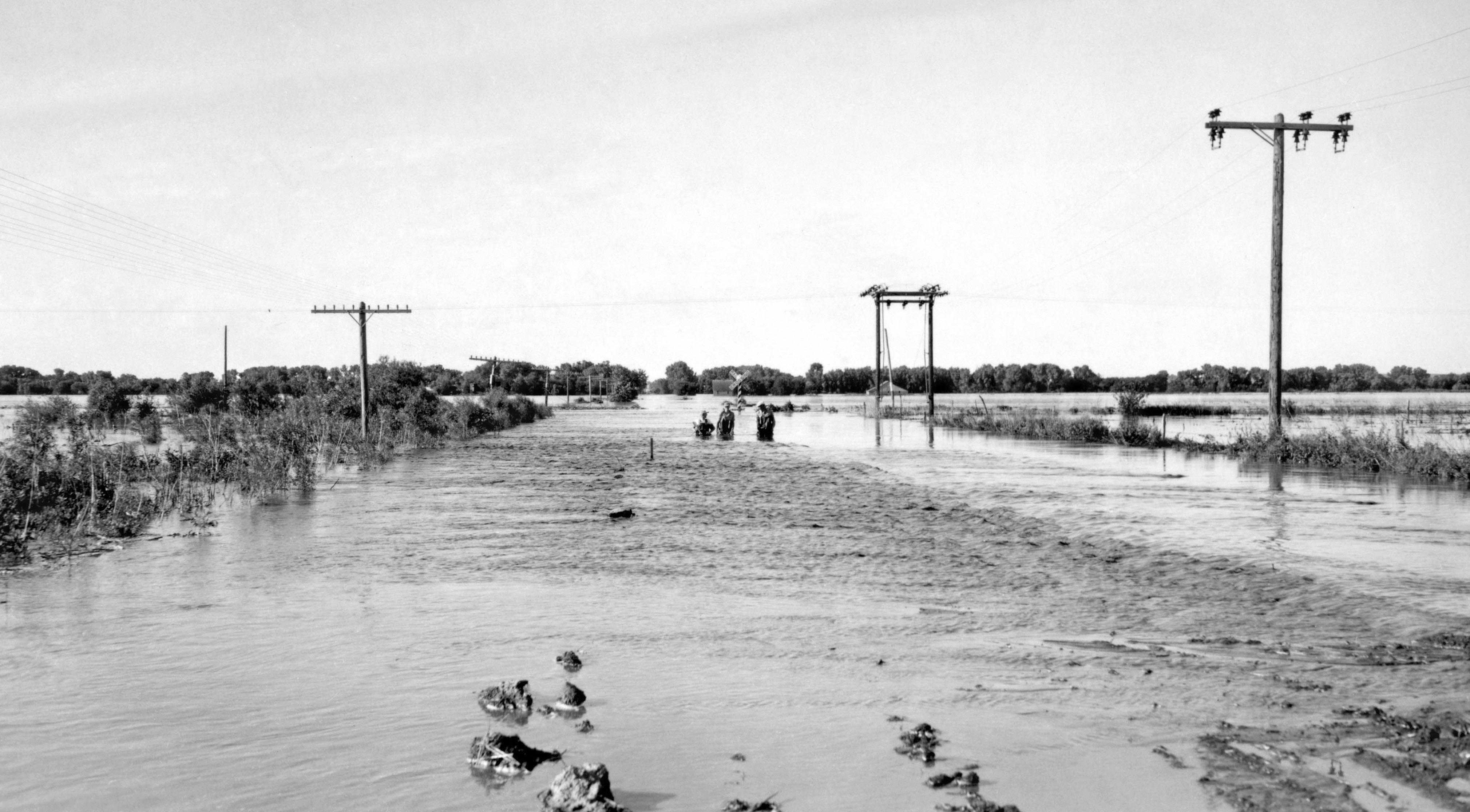
24 juin 1947 crue de la rivière Republican